# Security Systems FC
Der Security Systems Football Club ist ein 1990 gegründeter botswanischer Fußballverein aus der Stadt Otse. Aktuell spielt der Verein in der höchsten Liga des Landes, der Botswana Premier League.

## Stadion
Seine Heimspiele trägt der Verein im Lobatse-Stadion in Lobatse aus. Das Stadion hat ein Fassungsvermögen von 22.000 Personen.

## Saisonplatzierung
| Saison  | Liga                    | Level                                        | Teams                                        | Platz                                        |
| ------- | ----------------------- | -------------------------------------------- | -------------------------------------------- | -------------------------------------------- |
| 2016/17 | Botswana Premier League | 1                                            | 16                                           | 6.                                           |
| 2017/18 | Botswana Premier League | 1                                            | 16                                           | 12.                                          |
| 2018/19 | Botswana Premier League | 1                                            | 16                                           | 7.                                           |
| 2019/20 | Botswana Premier League | 1                                            | 16                                           | 4.                                           |
| 2020/21 | Botswana Premier League | Keine Austragung wegen der COVID-19-Pandemie | Keine Austragung wegen der COVID-19-Pandemie | Keine Austragung wegen der COVID-19-Pandemie |
| 2021/22 | Botswana Premier League | 1                                            | 16                                           | 6.                                           |
| 2022/23 | Botswana Premier League | 1                                            | 16                                           | 5.                                           |
| 2023/24 | Botswana Premier League | 1                                            | 16                                           | 4.                                           |